# Werte und Normen
Der Unterricht Werte und Normen ist ordentliches Lehrfach an den öffentlichen Schulen und den Schulen in freier Trägerschaft (Privatschulen) im Land Niedersachsen, den die „[…] Schule […] vom 5. Schuljahrgang an einzurichten [hat], wenn mindestens zwölf Schülerinnen oder Schüler […]“ nicht am Religionsunterricht teilnehmen. Es ist somit Ersatzfach zum Religionsunterricht. „Im Fach Werte und Normen sind religionskundliche Kenntnisse, das Verständnis für die in der Gesellschaft wirksamen Wertvorstellungen und Normen und der Zugang zu philosophischen, weltanschaulichen und religiösen Fragen zu vermitteln.“ Das Fach Werte und Normen ist als Prüfungsfach in der gymnasialen Oberstufe, im Beruflichen Gymnasium, im Abendgymnasium und im Kolleg vorgesehen. „Der Unterricht Werte und Normen soll vorrangig von Lehrkräften mit philosophischer, religionswissenschaftlicher oder gesellschaftswissenschaftlicher Ausbildung erteilt werden.“

## Geschichte
1970 wurde mithilfe des abgeschlossenen Staatsvertrages zwischen dem Land Niedersachsen und der Freireligiösen Landesgemeinschaft der erste religionskundliche Unterricht eingerichtet. Infolgedessen entstand 1974 in den allgemeinbildenden Schulen Niedersachsens der erste „Werte und Normen-Kurs“, für Schülerinnen und Schüler, die weder am Religionsunterricht noch am religionskundlichen Unterricht teilnehmen wollen.

## Rechtliche Situation
Werte und Normen ist ordentliches Lehrfach an den öffentlichen Schulen und den Schulen in freier Trägerschaft (Privatschulen) im Land Niedersachsen.

„Im Fach Werte und Normen sind religionskundliche Kenntnisse, das Verständnis für die in der Gesellschaft wirksamen Wertvorstellungen und Normen und der Zugang zu philosophischen, weltanschaulichen und religiösen Fragen zu vermitteln.“

Eine „[…] Schule hat den Unterricht Werte und Normen als ordentliches Lehrfach vom 5. Schuljahrgang an einzurichten, wenn mindestens zwölf Schülerinnen oder Schüler […]“ nicht am Religionsunterricht teilnehmen. „Bei der Unterrichtsorganisation […]“ hat die Schule „[…] die Möglichkeiten von klassen- oder jahrgangsübergreifendem Unterricht zu nutzen, wobei im Sekundarbereich I aus fachdidaktischen und -methodischen Gründen nicht mehr als drei Schuljahrgänge zusammengefasst werden sollten.“ Der Unterricht Werte und Normen „[…] kann auch dann eingerichtet werden, wenn die Mindestzahl von zwölf Teilnehmerinnen und Teilnehmern durch Zusammenfassung der Schülerinnen und Schüler benachbarter Schulen erreicht wird“; „[v]oraussetzung ist, dass die Zusammenfassung nach den örtlichen und schulischen Gegebenheiten vertretbar ist.“
Hat eine Schule den Unterricht Werte und Normen eingerichtet, so sind alle, die nicht am Religionsunterricht teilnehmen, stattdessen zur Teilnahme am betreffenden Unterricht verpflichtet. „In der gymnasialen Oberstufe, im Beruflichen Gymnasium, im Abendgymnasium und im Kolleg kann die Verpflichtung zur Teilnahme am Unterricht Werte und Normen auch durch die Teilnahme am Unterricht im Fach Philosophie erfüllt werden, wenn die Schule diesen Unterricht eingerichtet hat.“
„Der Unterricht Werte und Normen soll vorrangig von Lehrkräften mit philosophischer, religionswissenschaftlicher oder gesellschaftswissenschaftlicher Ausbildung erteilt werden.“
Kerncurricula für Werte und Normen existieren für die Haupt-, die Real-, die Ober- und die Integrierte Gesamtschule sowie für das Gymnasium, das Berufliche Gymnasium, das Abendgymnasium und das Kolleg. Für die Schuljahrgänge 5 bis 10 der Integrierten Gesamtschule existieren zudem Ergänzende Curriculare Vorgaben für Werte und Normen.
Sobald dafür „[…] die erforderlichen Unterrichtsangebote entwickelt sind und geeignete Lehrkräfte zur Verfügung stehen“, ist „[d]as Fach Werte und Normen […] als Prüfungsfach in der gymnasialen Oberstufe, im Beruflichen Gymnasium, im Abendgymnasium und im Kolleg einzurichten […]“.
In der Qualifikationsphase der gymnasialen Oberstufe kann (im Rahmen des Angebots der Schule) im Gesellschaftswissenschaftlichen Schwerpunkt von der Schülerin oder dem Schüler das Unterrichtsfach Werte und Normen – im Gegensatz zu den Unterrichtsfächern Religion und Philosophie – nur als Ergänzungsfach und nicht als Schwerpunktfach belegt werden. Um als Prüfungsfach gewählt werden zu können, muss „[d]as Fach […] an der Schule als Prüfungsfach schulbehördlich genehmigt worden sein.“ Als Prüfungsfach ist es – im Gegensatz zu den Unterrichtsfächern Religion und Philosophie (bei letzterem unter der Voraussetzung, dass es an der Schule als Prüfungsfach eingeführt worden ist) – nur mit grundlegendem Anforderungsniveau, aber nicht mit erhöhtem Anforderungsniveau wählbar.
Werte und Normen ist das einzige Fach, für das die Festlegung der in diesem zu vermittelnden Kenntnisse (einschließlich des zu vermittelnden Verständnisses und Zuganges) im Niedersächsischen Schulgesetz (NSchG) erfolgt.

## Das Fach Werte und Normen als Prüfungsfach in der gymnasialen Oberstufe, im Beruflichen Gymnasium, im Abendgymnasium und im Kolleg
§ 190 des Niedersächsischen Schulgesetzes (NSchG) schreibt vor, dass „[d]as Fach Werte und Normen (§ 128) […] als Prüfungsfach in der gymnasialen Oberstufe, im Beruflichen Gymnasium, im Abendgymnasium und im Kolleg einzurichten [ist], sobald hierfür die erforderlichen Unterrichtsangebote entwickelt sind und geeignete Lehrkräfte zur Verfügung stehen.“ Ein paar Gymnasien, Berufliche Gymnasien, Abendgymnasien und Kollegs bieten das Fach Werte und Normen inzwischen auch als Prüfungsfach an – teilweise auch eingeschränkt nur als fünftes Prüfungsfach (in dem eine mündliche Prüfung abzulegen ist) –, mangels geeigneter Lehrkräfte wird es aber bis heute bei weitem noch nicht flächendeckend angeboten. Das Niedersächsische Landesinstitut für schulische Qualitätsentwicklung (NLQ) konstatiert daher mindestens seit dem Jahr 2012, dass sich „[…] die Aufgabe der Fort- u. Weiterbildung, d. h. der Qualifizierung von Lehrkräften zur Erteilung von Unterricht in einem neuen Lehrfach“ „[…] in besonderer Dringlichkeit […]“ stelle.

## Erprobungsphase im Fach Werte und Normen in der Grundschule
Das Niedersächsische Kultusministerium führt ab dem Schuljahr 2017/18 eine Erprobungsphase im Fach Werte und Normen in der Grundschule durch. „Nachdem eine erste Phase der Erprobung im Schuljahr 2017/18 an mehreren Grundschulen von im Fach grundständig ausgebildeten Lehrkräften mit großem Erfolg durchgeführt wurde, können an der zweiten, auf zwei Schuljahre ausgelegten Phase nun auch fachfremd unterrichtende Lehrkräfte den Unterricht erteilen. Sie erhalten in Kooperation mit dem NLQ eine begleitende Qualifizierung, die in insgesamt sieben Modulen die entsprechenden fachlichen und pädagogischen Grundlagen beinhaltet.“

## Weltanschauliche Neutralität
Aus der Unverletzlichkeit der „[…] Freiheit des Glaubens, des Gewissens und d[er] Freiheit des religiösen und weltanschaulichen Bekenntnisses […]“ gemäß Art. 4 Absatz 1 des Grundgesetzes für die Bundesrepublik Deutschland (GG) wird der Grundsatz der weltanschaulichen Neutralität des Staates abgeleitet, der dem Staat religiös-weltanschauliche Neutralität gebietet. An dieses Gebot ist er auch bezüglich der Schule und auch beim Unterricht Werte und Normen gebunden.
Der Religionsunterricht – und nur dieser – wird gemäß Art. 7 Absatz 3 Satz 2 GG und § 125 Satz 1 des Niedersächsischen Schulgesetzes (NSchG) „[…] in Übereinstimmung mit den Grundsätzen der Religionsgemeinschaften erteilt“ und ist somit eine res mixta (lateinisch für „vermischte Sache“), eine gemeinsame Angelegenheit des Staates und der jeweiligen Religionsgemeinschaft(en). Da Religion nicht in der alleinigen Verantwortung des Staates unterrichtet wird und die Grundsätze der Religionsgemeinschaften – obwohl einige Religionsgesellschaften gemäß Art. 140 GG in Verbindung mit Art. 137 Absatz 5 der deutschen Verfassung vom 11. August 1919 Körperschaften des öffentlichen Rechtes sind oder ihnen gleiche Rechte gewährt worden sind (genauso wie auch einige(n) Vereinigungen zur gemeinschaftlichen Pflege einer Weltanschauung gemäß Art. 137 Absatz 7 der deutschen Verfassung vom 11. August 1919 in Verbindung mit den zuvor genannten Artikeln) – nicht dem Gebot religiös-weltanschaulicher Neutralität unterliegen, muss der Religionsunterricht nicht unter Einhaltung dieses Gebotes erteilt werden.